# Super Live in Japan
Super Live in Japan è un doppio DVD del gruppo glam-rock inglese Queen + Paul Rodgers, pubblicato il 28 aprile del 2006 esclusivamente in Giappone.
Il primo DVD consiste nella registrazione completa del concerto alla Saitama Super Arena di Tokyo del 27 ottobre 2005, in compagnia di Paul Rodgers. Il secondo DVD invece contiene un documentario di 25 minuti dal titolo Backstage in Budapest, in cui sono presenti nuove interviste con Brian May, Roger Taylor, Paul Rodgers, Spike Edney, Jamie Moses, Danny Miranda, László Hegedűs e James 'Trip' Khalaf. Queste interviste affrontano diversi argomenti, come il rapporto fra Paul Rodgers e i Queen, la città di Budapest, il tour, il fatto di suonare per la prima volta insieme, gli spettatori e i progetti futuri.
Il DVD contiene inoltre immagini della città di Budapest, dello stadio chiamato Nepstadion, del concerto, con spezzoni delle canzoni Tie Your Mother Down, All Right Now e The Show Must Go On, immagini della costruzione del palco e i Queen nel backstage che incontrano diversi fan. Vi sono anche degli spezzoni di canzoni dei Queen nelle versioni registrate in studio e una ripresa del soundcheck, comprendente una improvvisazione blues sulle note di Wishing Well.
I due DVD sono pubblicati con allegato un libretto in bianco e nero con i testi delle canzoni in giapponese e inglese, ed un altro libretto color oro, con foto, lista delle tracce e i crediti.

## Tracce DVD 1
1. Lose Yourself
2. Reaching Out
3. Tie Your Mother Down
4. Fat Bottomed Girls
5. Another One Bites the Dust
6. Fire & Water
7. Crazy Little Thing Called Love
8. Say It's Not True
9. '39
10. Love of My Life
11. Teo Torriatte
12. Hammer to Fall
13. Feel Like Makin' Love
14. Let There Be Drums
15. I'm in Love with My Car
16. Guitar Solo
17. Last Horizon
18. These Are the Days of Our Lives
19. Radio Ga Ga
20. Can't Get Enough
21. A Kind Of Magic
22. Wishing Well
23. I Want It All
24. Bohemian Rhapsody
25. I Was Born To Love You
26. The Show Must Go On
27. All Right Now
28. We Will Rock You
29. We Are the Champions
30. God Save the Queen